# Axel Adolf Laurell
Axel Adolf Laurell, född 9 april 1801 i Pieksämäki socken, S:t Michels län, död 14 april 1852 i Helsingfors, var en finländsk pedagog. Han var far till Victoria Laurell.
Laurell blev student vid Kungliga Akademien i Åbo 1818, filosofie magister 1823 och docent i teoretisk filosofi 1826. Hans filosofiska ståndpunkt anges genom ett yttrande, som han en gång fällde, "att han i tio år arbetat sig in i det hegelska systemet och behövt tio år för att åter komma därur". 
Av större betydelse blev Laurells pedagogiska verksamhet. Under hans ledning grundlades Helsingfors lyceum, som genom bland annat nya undervisningsmetoder och upptagande av förut undanskjutna ämnen i undervisningen blev av epokgörande betydelse för det finländska skolväsendets utveckling. 
Laurell utnämndes 1836 till professor i dogmatik vid Helsingfors universitet, men kvarstod till 1840 som läroverkets föreståndare. Bland hans pedagogiska publikationer kan nämnas Afhandlingar i uppfostringsläran (två häften, 1831 och 1833) och "Väktaren, tidskrift för läroståndet" (tre årgångar, 1847–49).